# FA-cupfinalen 1970
FA-cupfinalen 1970 spelades 11 april 1970 på Wembley Stadium och slutade 2-2 efter förlängning vilket betydde att omspel fick tillgripas och omspelet spelades den 29 april  på Old Trafford. Det var första gången som en omspel krävdes vid en FA-cupfinal på Wembley.
Det var också en final där två olika fotbollsstilar möttes, Chelsea, ett extravagant lag från södern mötte det kompromisslösa men skickliga Leeds United från norr. Båda sidor kämpade för att vinna FA-cupen för första gången och tog sig till finalen som två av bästa lagen under den perioden, och som andra respektive tredje lag i division 1 den säsongen. Efter fyra timmar hård kamp stod Chelsea slutligen som segrare då de vann omspelet med 2-1. Det var första gången under perioden 1923 till 2000 som en FA-cupfinal spelade på en annan arena än Wembley Stadium.

## Matchsummering
Den första matchen spelades den 11 april på Wembley, vilket var ungefär en månad tidigare än normalt för en FA-cupfinal på grund av engelska fotbollsförbundets önskan att ge engelska landslaget, de regerande världsmästarna  tillräckligt med tid för att acklimatisera sig för Fotbolls-VM 1970 i höghöjdslandet Mexiko där de skulle försvara sitt mästerskap. Spelet påverkades av en dålig plan då en hästhoppningstävling  hade gått på planen en vecka innan finalen. I en match där Leeds generellt anses ha varit det klart bättre laget, bättre organiserade och som lag,  och där speciellt vänsteryttern Eddie Gray gav för David Webb och  Chelsea försvaretstora problem.  Leeds tog ledningen efter 20 minuter på en nick efter hörna från Jack Charlton där bollen inte studsade och Chelseas Eddie McCreadie därmed missade sin rensning på mållinjen och bollen istället rullade i mål. Mot slutet av första halvlek kvitterade Chelsea på ett lågt skott från 20 meter som Leeds målvakt Gary Sprake såg ut att ha full kontroll på men där bollen gled under honom och i mål. Leeds såg ut att ha säkrat segern sex minuter från slutet då Allan Clarke nickade i stolpen och Mick Jones var den första att reagera och slå returen i mål, men enbart två minuter senare nickade Ian Hutchinson in kvitteringen på ett inlägg från John Hollins för att ta matchen till omspel. Det var den första FA-cupfinalen som krävt omspel sedan 1912.
Omspelet på Old Trafford, med över 28 miljoner TV-tittare, blev en mycket uppmärksammad match inom engelsk fotboll. En nutida domare, David Elleray, studerade en repris av matchen flera år senare och enligt hans åsikt, skulle matchen med nutida bedömning ha resulterat i totalt sex utvisningar och 20 gula kort. I början av matchen träffade Ron Harris Eddie Gray med en spark på baksidan av knät, en spark som i stort sett gjorde att Gray blev oförmögen att röra sig. Charlton knäade och skallade Peter Osgood och Chelseas målvakt  Bonetti blev skadad efter att ha tryckts in i nätet av Leeds anfallare Jones. Norman Hunter och Ian Hutchinson utväxlade slag medan McCreadie and John Giles hade utfall mot sina motståndare.
Leeds var än en gång det bättre laget, de var snabbare på bollen, täckte bättre och med ett bättre och precisare passningsspel. Laget tar också ledningen då Clarke driver bollen över mittplan förbi 3 man och spelar fram bollen till Jones som skjuter den mot bortre burgaveln förbi Bonetti och i mål från c:a 20 meter. 
Chelseas kvittering kom 12 minuter före slutet efter ett flygande anfall där Osgood gör mål på en flygande nick efter inlägg av Charlie Cooke. Charlton skulle ha markerat Osgood, men hade tappat markering då han istället var i färd med att ge igen efter att ha fått en förlamande spark  av Hutchinson i Chelseas straffområde minuten innan.  Genom målet så blev Osgood den siste spelaren till dags dato att ha gjort mål i varje omgång i FA-cupen. Vid ställningen 1-1 i förlängningen så missar nästan samtliga spelare i straffområdet ett långt inkast från Hutchinson, men Charlton får huvudet på bollen som går i an båge mot bortre stolpen där Webb ostört kan styra bollen i mål. Det var första gången som Chelsea var i ledningen i finalen och de höll ledningen till slutsignalen för att slutligen vinna sin första FA-cup.

## Matchfakta

### Wembley
|           | 11 april 1970 | Chelsea                     | 2 – 2 (e.f.)    | Leeds United           | Wembley Stadium, London               |                                       |
| 16:00 CET | 16:00 CET     | Houseman 41′ Hutchinson 86′ | (1 – 1) Rapport | Charlton 20′ Jones 84′ | Publik: 100 000 Domare: Eric Jennings | Publik: 100 000 Domare: Eric Jennings |
| 16:00 CET | 16:00 CET     |                             |                 |                        | Publik: 100 000 Domare: Eric Jennings | Publik: 100 000 Domare: Eric Jennings |
| 16:00 CET | 16:00 CET     |                             |                 |                        | Publik: 100 000 Domare: Eric Jennings | Publik: 100 000 Domare: Eric Jennings |

| Chelsea | Leeds United |

| CHELSEA:    |    |                    |  |        |
|             |    |                    |  |        |
| MV          | 1  | Peter Bonetti      |  |        |
| HB          | 2  | David Webb         |  |        |
| LB          | 3  | Eddie McCreadie    |  |        |
| MF          | 4  | John Hollins       |  |        |
| CB          | 5  | John Dempsey       |  |        |
| CB          | 6  | Ron Harris         |  | Utbytt |
| RM          | 7  | Tommy Baldwin      |  |        |
| MF          | 8  | Peter Houseman 41′ |  |        |
| CF          | 9  | Peter Osgood       |  |        |
| CF          | 10 | Ian Hutchinson 86′ |  |        |
| LM          | 11 | Charlie Cooke      |  |        |
| Avbytare:   |    |                    |  |        |
| DF          | 12 | Marvin Hinton      |  | Inbytt |
| Manager:    |    |                    |  |        |
| Dave Sexton |    |                    |  |        |

| LEEDS UNITED: |    |                   |
|               |    |                   |
| MV            | 1  | Gary Sprake       |
| HB            | 2  | Paul Madeley      |
| LB            | 3  | Terry Cooper      |
| MF            | 4  | Billy Bremner     |
| CB            | 5  | Jack Charlton 20′ |
| CB            | 6  | Norman Hunter     |
| RM            | 7  | Peter Lorimer     |
| CF            | 8  | Allan Clarke      |
| CF            | 9  | Mick Jones 84′    |
| MF            | 10 | John Giles        |
| LM            | 11 | Eddie Gray        |
| Avbytare:     |    |                   |
| MF            | 12 | Mick Bates        |
| Manager:      |    |                   |
| Don Revie     |    |                   |

Matchregler
- 90 minuter.
- 30 minuter extratid (om oavgjort vid full tid).
- Omspel om det fortfarande är oavgjort efter extratiden.
- En namngiven avbytare.

### Old Trafford
|           | 29 april 1970 | Chelsea              | 2 – 1 (e.f.)    | Leeds United | Old Trafford, Manchester             |                                      |
| 19:30 CET | 19:30 CET     | Osgood 78′ Webb 104′ | (0 – 1) Rapport | Jones 35′    | Publik: 62 078 Domare: Eric Jennings | Publik: 62 078 Domare: Eric Jennings |
| 19:30 CET | 19:30 CET     |                      |                 |              | Publik: 62 078 Domare: Eric Jennings | Publik: 62 078 Domare: Eric Jennings |
| 19:30 CET | 19:30 CET     |                      |                 |              | Publik: 62 078 Domare: Eric Jennings | Publik: 62 078 Domare: Eric Jennings |

| Chelsea | Leeds |

| CHELSEA:    |    |                  |  |      |
|             |    |                  |  |      |
| MV          | 1  | Peter Bonetti    |  |      |
| HB          | 2  | Ron Harris       |  |      |
| VB          | 3  | Eddie McCreadie  |  |      |
| MF          | 4  | John Hollins     |  |      |
| CH          | 5  | John Dempsey     |  |      |
| CH          | 6  | David Webb 104′  |  |      |
| MF          | 7  | Tommy Baldwin    |  |      |
| MF          | 8  | Charlie Cooke    |  |      |
| FW          | 9  | Peter Osgood 78′ |  | 112′ |
| FW          | 10 | Ian Hutchinson   |  |      |
| VI          | 11 | Peter Houseman   |  |      |
| Avbytare:   |    |                  |  |      |
| CH          | 12 | Marvin Hinton    |  | 112′ |
| Manager:    |    |                  |  |      |
| Dave Sexton |    |                  |  |      |

| LEEDS UNITED: |    |                |
|               |    |                |
| MV            | 1  | David Harvey   |
| HB            | 2  | Paul Madeley   |
| VB            | 3  | Terry Cooper   |
| MF            | 4  | Billy Bremner  |
| CH            | 5  | Jack Charlton  |
| CH            | 6  | Norman Hunter  |
| MF            | 7  | Peter Lorimer  |
| FW            | 8  | Allan Clarke   |
| FW            | 9  | Mick Jones 35′ |
| MF            | 10 | John Giles     |
| VY            | 11 | Eddie Gray     |
| Avbytare:     |    |                |
| MF            | 12 | Mick Bates     |
| Manager:      |    |                |
| Don Revie     |    |                |

Matchregler
- 90 minuter.
- 30 minuter extratid (om oavgjort vid full tid).
- Omspel om det fortfarande är oavgjort efter extratiden.
- En namngiven avbytare.

## Vägen till  Wembley
Hemmalag anges först.

### Chelsea
Omgång 3: Chelsea 3–0 Birmingham City
Omgång 4: Chelsea 2–2 Burnley
Omspel: Burnley 1–3 Chelsea
Omgång 5: Crystal Palace 1–4 Chelsea
Omgång 6: Queens Park Rangers 2–4 Chelsea
Semifinal: Watford 1–5 Chelsea (på White Hart Lane, London)

### Leeds United
| 3:e omgången 3 jan 1970 | Leeds United               | 2 – 1   | Swansea City FC           | Elland Road                         |  |  |
| 15:00                   | Giles 70′ (str.) Jones 78′ | Rapport | Gwyther 24′ Mel Nurse 60' | Publik: 30 246 Domare: D.A. Corbett |  |  |
|                         |                            |         |                           |                                     |  |  |

| 4:e omgången 24 jan 1970 | Sutton United FC | 0 – 6   | Leeds United                               | Gander Green Lane                 |  |  |
| 15:00                    |                  | Rapport | Clarke 14′, 44′, 56′, 77′ Lorimer 41′, 60′ | Publik: 14 000 Domare: Jim Finney |  |  |
|                          |                  |         |                                            |                                   |  |  |

| 5:e omgången 7 feb 1970 | Leeds United         | 2 – 0   | Mansfield Town FC | Elland Road                      |  |  |
| 15:00                   | Giles 27′ Clarke 34′ | Rapport |                   | Publik: 48 093 Domare: W. Castle |  |  |
|                         |                      |         |                   |                                  |  |  |

| 6:e omgången 21 feb 1970 | Swindon Town FC | 0 – 2   | Leeds United    | The County Ground               |  |  |
| 15:00                    |                 | Rapport | Clarke 32′, 34′ | Publik: 27 500 Domare: K.Walker |  |  |
|                          |                 |         |                 |                                 |  |  |

| Semifinal 14 mar 1970 | Leeds United | 0 – 0   | Manchester United FC | Hillsborough Stadium               |  |  |
|                       |              | Rapport |                      | Publik: 55 000 Domare: J.K. Taylor |  |  |
|                       |              |         |                      |                                    |  |  |

| Semifinal, omspel 1 23 mar 1970 | Leeds United | 0 – 0 (e fl) | Manchester United FC | Villa Park                         |  |  |
|                                 |              | Rapport      |                      | Publik: 62 500 Domare: J.K. Taylor |  |  |
|                                 |              |              |                      |                                    |  |  |

| Semifinal, omspel 2 26 mar 1970 | Leeds United | 1 – 0   | Manchester United FC | Burnden Park   |  |  |
|                                 | Bremner 8′   | Rapport |                      | Publik: 56 000 |  |  |
|                                 |              |         |                      |                |  |  |